# Камия Каору
Камия Каору (яп. 神谷 薫, ромадзи: Kamiya Kaoru, в русском переводе аниме Кори Камия или Камея) — вымышленный персонаж, героиня манги и аниме-сериала «Rurouni Kenshin» («Самурай Икс»), придуманная и нарисованная мангакой Нобухиро Вацуки. Автор создал Каору в качестве объекта любви и привязанности главного героя манги, Химуры Кэнсина.
Действие манги и аниме происходит в Японии периода бакумацу и последующей реставрации Мэйдзи. Согласно сюжету, молодая женщина Камия Каору является владелицей небольшого додзё (школы фехтования) в Токио. Бандиты, решившие завладеть землёй, где находится школа, дискредитируют додзё, и оно начинает стремительно терять учеников. Злоумышленники заставляют Каору подписать бумаги, передающие землю в их собственность, но бродячий воин Химура Кэнсин побеждает бандитов и спасает хозяйку додзё. По мере развития повествования Каору обнаруживает романтические чувства к Кэнсину и через несколько лет становится его женой и матерью его сына Кэндзи.
Среди читателей манги Каору имела среднюю популярность: в официальных рейтингах персонажей, подсчитываемых журналом «Shonen Jump», она обычно входила в первую десятку, занимая места не выше четвёртого, но и не ниже седьмого. Рецензенты и обозреватели отмечали девичье очарование и задор героини, но критиковали её явственную слабость и беспомощность, делающую из неё «деву в беде». Кроме того, существуют разнообразные коллекционные предметы, изображающие Каору, такие как брелоки для ключей, плюшевые игрушки, напульсники и постеры на ткани.

## История создания

Страница из расширенного издания манги с изменённой внешностью героини

Нобухиро Вацуки, по его собственным словам, изображал Каору как самую обыкновенную девушку, хотя и демонстрирующую время от времени командирские манеры. Вначале автор хотел сделать героиню более изящной и модной, но потом уменьшил эти качества её в образе, решив, что она должна выказывать приземлённое отношение к делам и учитывать недостаток денег, являющийся частью её жизни. После выхода первого тома манги Вацуки утверждал, что многие читательницы идентифицировали себя с Каору, и таким образом её характер получился удачным. Автор также заявлял, что уровень мастерства Каору в отношении кэндзюцу сделал бы её по меньшей мере чемпионкой страны, и она кажется слабой только по сравнению с такими непревзойдёнными героями как Кэнсин и его друг Сагара Саносукэ.
Изначально Вацуки не планировал создавать длинную мангу, так что в стартовом варианте отношения Каору и Кэнсина не получали развития: после нескольких приключений в Токио Кэнсин отправлялся в Киото, покидая Каору, и на этом произведение заканчивалось. Однако манга оказалась успешной, и Вацуки продолжил её, получив возможность раскрыть интерес, а впоследствии и любовь персонажей друг к другу. В конце концов автор был вынужден сделать их семейной парой, так как, по мнению Вацуки, финал с расставанием показал бы, что Кэнсин — скверный человек.
По словам Вацуки, он серьёзно думал о построении сюжета манги таким образом, чтобы в её заключительной части Каору погибала от рук противника Кэнсина Юкисиро Эниси. Автор считал, что смерть героини сделает сюжет последней части более простым и ясным, а манга в целом будет восприниматься как лучше организованное произведение. Вацуки долго сомневался, «убить» ли ему Каору или «оставить в живых», однако в конце концов выбрал счастливый конец истории, руководствуясь идеей о том, что в сёнэн-манге обязательно должен быть хэппи-энд.
В расширенном издании манги (т. н. «кандзэнбан»), выпущенном в Японии в июле 2006 года, содержалась одиночная страничка, на которой Вацуки представил Каору в несколько изменённом виде. Героиня сменила причёску и получила матерчатую перевязь для ношения боккэна, деревянного меча. Кроме того, Вацуки вооружил Каору кайкэном — кинжалом, передаваемым из поколения в поколение и носимым в поясе-оби, — а также несколькими острыми шпильками, замаскированными в украшениях.

## Описание персонажа

### Прошлое
Прошлое Каору раскрывается уже в самом начале повествования. По сюжету, её отец Камия Косидзиро был основателем стиля фехтования Камия Кассин (яп. 神谷活心流 Камия Кассин Рю:), особенностью которого было использование меча только для того, чтобы защищать жизни других людей. За полтора года до событий, описываемых в манге, отец Каору вместе с войсками правительства Мэйдзи был послан на подавление восстания Сайго Такамори (известного также как сацумское восстание или война Сэйнан), где и погиб. После его смерти Каору унаследовала небольшое додзё, в котором было всего 10 учеников, и сама стала преподавательницей кэндзюцу.

### Характер
Характер Каору является достаточно стандартным для героинь сёнэн-манги. Она энергична, но при этом наивна и идеалистична: в частности, она твёрдо верит в то, что меч должен использоваться не для убийства, а для защиты жизни, поддерживая таким образом убеждения своего отца. Каору доверчива — иногда даже чрезмерно, чем однажды воспользовались злонамеренные личности, пожелавшие отнять у неё додзё, — и вместе с тем добра и милосердна даже к врагам. В битве с приспешниками Сисио Макото, врага Кэнсина, Каору жалеет, что пришлось причинить боль напавшему на неё Хондзё Каматари и предлагает ему перевязку, а к похитившему её Юкисиро Эниси испытывает сочувствие и в качестве демонстрации заботы готовит ему поесть. Каору способна на глубокие чувства, но при этом ревнива, что проявляется в её ссорах с Такани Мэгуми, которая, по мнению Каору, демонстрирует чрезмерный интерес к Кэнсину.
Каору не умеет готовить, что служит источником комических сцен, так как Саносукэ и Яхико постоянно критикуют её стряпню. С Яхико Каору ссорится ещё и потому, что тот не желает признавать её авторитет как учительницы фехтования, но ей, тем не менее, удаётся обучить его всем техникам своего стиля.

### Способности
Каору является преподавательницей фехтовального стиля Камия Кассин, а оружием ей служит боккэн, деревянный меч, имеющий размеры и форму катаны. Каору владеет финальными техниками стиля: суть первой из них, под названием Хадомэ (яп. 刃止め), состоит в скрещивании рук над головой, не выпуская меча, и блокировании таким образом оружия оппонента; c помощью второй техники, Хаватари (яп. 刃渡り), можно резким движением запястий выбить блокированное оружие из рук врага. Несмотря на то, что Каору обучает этим техникам Яхико, который позже успешно применяет их в бою, сама она ни в одном из поединков их не использует. Единственная техника, которую Каору демонстрирует в боевой ситуации, называется Цука но Гэдан: Хидза Хисиги (яп. 柄の下段　膝挫, «атака рукоятью из низкой стойки: перелом колена») и позволяет сражаться даже сломанным оружием.

## Краткий обзор сюжета
В начале манги Каору, на додзё которой покушаются злоумышленники, сталкивается с Химурой Кэнсином и принимает его за бандита, однако быстро понимает свою ошибку и разрешает ему остаться в додзё в качестве гостя. Поскольку Кэнсин заботится о девушке, его старые враги не гнушаются использовать её, чтобы создать уязвимость в его обороне. Через некоторое время Кэнсин прощается с Каору и отправлятся в Киото, чтобы остановить Сисио Макото. Каору сильно расстраивается после ухода Кэнсина, но вскоре вновь обретает бодрость и следует за ним, помогая победить одного из приспешников Сисио, Хондзё Каматари. Несколько месяцев спустя новый могущественный враг Кэнсина, Юкисиро Эниси, похищает Каору, инсценируя её смерть, и удерживает девушку на своей островной базе, откуда её вызволяет Кэнсин. Через несколько лет после этих событий Каору выходит замуж за Кэнсина и рожает ему сына Кэндзи.

## Упоминания в других произведениях
Каору упоминается в одной из начальных версий манги, «Rurouni: Meiji Kenkaku Romantan», опубликованной в 1993 году. В этой версии Каору принадлежит к семье Камия, владеющей додзё, и является сестрой Мэгуми и Яхико. Кроме того, Каору присутствует в анимационном фильме «Rurouni Kenshin: Ishin Shishi e no Requiem» как второстепенный персонаж, а также является главной героиней одной из OVA, «Rurouni Kenshin: Seisou Hen». Она ожидает дома Кэнсина, вновь отправившегося странствовать, и в финале дожидается его возвращения — постаревший и тяжело больной Кэнсин умирает на её руках.
Также Каору появляется во всех видеоиграх по серии «Rurouni Kenshin», включая Jump Super Stars и Jump Ultimate Stars, но в большинстве случаев играть за неё нельзя.

## Реакция критиков
Робин Бреннер (англ. Robin E. Brenner) в своей книге «Understanding Anime and Manga» назвала Каору типичной героиней сёнэн-манги, чистой, наивной и, несмотря на некоторую неуклюжесть, оживлённой и энергичной. О стандартности характера Каору высказался и Илья Муратов из онлайн-журнала «АниМаг», отметив её неумение готовить как типичную черту подобных ей женских персонажей. Критики положительно оценили девичью бойкость героини, но были неприятно удивлены её беспомощностью: несмотря на то, что статус преподавательницы фехтования предполагал умение защитить себя в сложных ситуациях, Каору последовательно демонстрировала практически полную беззащитность и отсутствие каких-либо навыков выживания и борьбы, вынуждая Кэнсина постоянно приходить ей на помощь. Меган Лейви (англ. Megan Lavey), обозревательница от сайта Mania.com, заявила, что эта беспомощность приводит к прямой нелогичности некоторых эпизодов манги: например, когда Кэнсин с друзьями отправляется к Такэде Канрю спасать Такани Мэгуми, Каору, семнадцатилетняя учительница кэндзюцу, остаётся дома, но при этом её начинающий ученик, десятилетний Яхико, принимает участие в спасательной операции наряду с остальными (в аниме-сериале этот эпизод был изменён таким образом, что в состав группы вошла и Каору). Рецензенты отрицательно отозвались и об изображении Каору в OVA «Rurouni Kenshin: Seisou Hen»: по их словам, создатели зашли слишком далеко в стремлении сделать Каору похожей на Юкисиро Томоэ, первую жену Кэнсина из более ранней OVA «Rurouni Kenshin: Tsuioku Hen», в результате чего Каору потеряла свою девичью энергичность и живость. Впрочем, трагичность получившегося образа Каору на одного из критиков произвела благоприятное впечатление, и он отметил, что перед Каору стоит сложный вопрос — любит ли её Кэнсин, или же она потратила всю жизнь на любовь к человеку, которому она не нужна.